# Ray Fulton
Raymond Hamilton Fulton (sinh ngày 24 tháng 9 năm 1953) là một cầu thủ bóng đá người Anh thi đấu ở Football League, ở vị trí hậu vệ trái.